# Lauroppia editae
Lauroppia editae är en kvalsterart som först beskrevs av Sandór Mahunka och Luise Mahunka-Papp 2002.  Lauroppia editae ingår i släktet Lauroppia och familjen Oppiidae. Inga underarter finns listade i Catalogue of Life.